# 3GP
3GP – kontener multimedialny zdefiniowany przez międzynarodową organizację normalizacyjną 3GPP dla użytku telefonii 3G. Jest to uproszczona wersja standardu MPEG-4 Part 14 (MP4). Pliki 3GP mają rozszerzenie .3gp lub .3g2.
3GP przechowuje strumienie wideo (MPEG-4 część 2 lub H.263) oraz audio takie jak: AMR-NB lub AAC-LC. Pliki 3GP zawsze zapisywane są w konwencji big endian.
Pliki 3GP na komputerach PC są odtwarzane są przez programy np.: VLC media player, Windows Media Player, MPlayer, ALLPlayer, QuickTime oraz RealPlayer.
Technologia 3gp stosowana jest w telefonach komórkowych, rzadziej w odtwarzaczach multimedialnych.